# 110e régiment d'infanterie (États-Unis)
Pour les articles homonymes, voir 110e régiment.
Le 110e régiment d'infanterie (en anglais : 110th Infantry Regiment) est un régiment de l'United States Army. Il est créé en 1873 sous le nom de 10e régiment d'infanterie de la Garde nationale de Pennsylvanie. Renommé 110e régiment d'infanterie en 1917, il combat avec la 28e division d'infanterie pendant la Première et la Seconde Guerre mondiale. Les traditions de l'unité sont aujourd'hui conservées par le 1er bataillon du 110e régiment d'infanterie (1st Battalion, 110th Infantry Regiment), qui appartient toujours à la 28e division d'infanterie.

## Historique

### De 1873 à 1917
Il est créé en 1873 sous le nom de 10e régiment d'infanterie de la Garde nationale de Pennsylvanie. Il est rattaché à partir de 1914 à la 7e division de la Garde nationale.

### Première Guerre mondiale

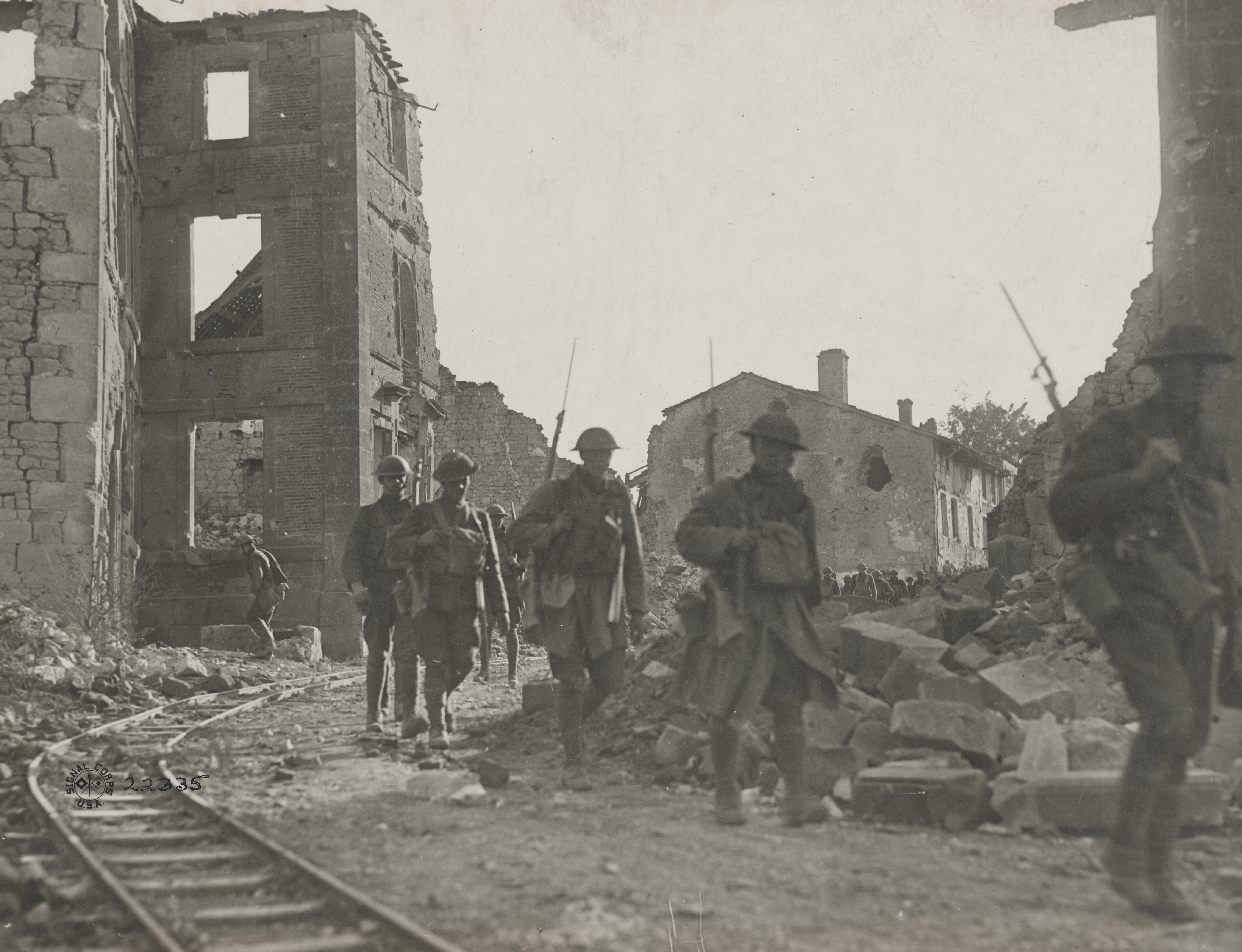
Soldats du à Varennes-en-Argonne, le 26 septembre 1918.

Renommé 110e régiment d'infanterie en octobre 1917, il est alors affecté à la 55e brigade d'infanterie, une des deux brigades de la 28e division d'infanterie (ex 7e division de la Garde nationale). Il débarque à Calais en mai 1918.

### Entre-deux-guerres
Le régiment revient à Philadelphie en mai 1919 et ses hommes sont démobilisés quelques jours plus tard.
Le 110e régiment d'infanterie est recréé à Waynesburg en 1921 par renommage du 10e régiment de la Garde nationale de Pennsylvanie mis sur pied en octobre 1919. Il fait partie de la Garde nationale de Pennsylvanie et est rattaché à la 55e brigade de la 28e division.
Le régiment rejoint en 1923 Washington en Pennsylvanie, où il reste jusqu'en février 1941. Ce mois-là, le régiment passe sous le contrôle fédéral et part pour Fort Indiantown Gap.

### Seconde Guerre mondiale

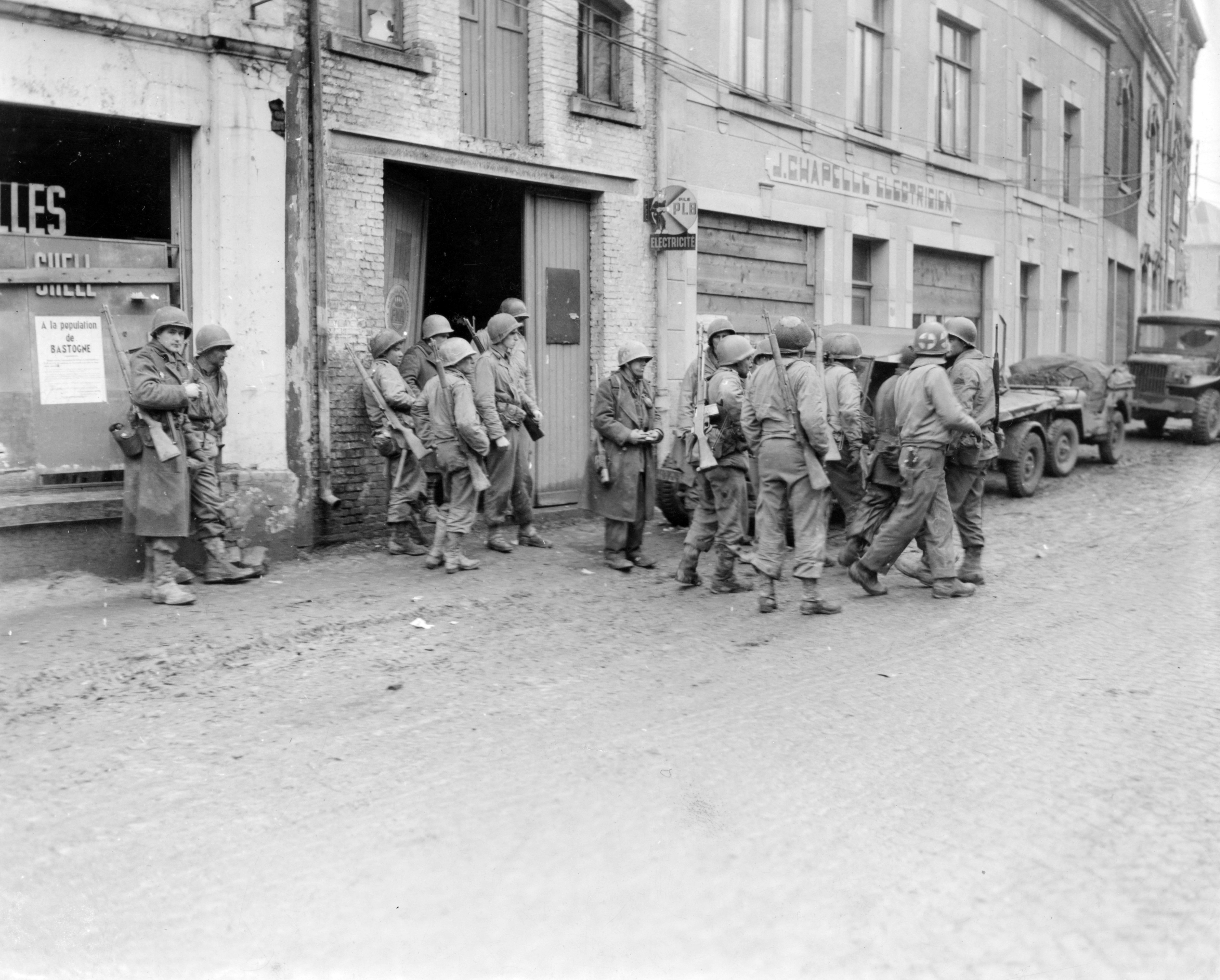
Soldats du à Bastogne le 19/12/1944.

### Depuis 1959
En 1959, le régiment devient un des cinq groupes de bataille (battle group) de la 28e division devenue pentomic (en). En 1963, le groupe de bataille du 110e régiment d'infanterie est transformé en 1er bataillon du 110e régiment d'infanterie.
Un 2e bataillon du 110e régiment d'infanterie est également recréé en 1975 avec des unités de soutien de la 2e brigade de combat de la 28e division,. Il est réorganisé en bataillon mécanisé en 1994 et désactivé l'année suivante,.

## Traditions
La devise du régiment est Cuiusque Devotio est Vis Regimenti, la dévotion de chacun est la force du régiment.
Le surnom officiel du régiment est Fighting Tenth ou le dixième combattant.